# Barril (unidade)
O barril é uma unidade de medida de volume aplicada geralmente ao petróleo líquido (em geral, ao petróleo cru). Por razões históricas, a correspondência em litros varia entre cerca de 100 litros (22 galões imperiais ou 26 galões americanos) a cerca de 200 litros (44 galões imperiais ou 53 galões americanos), havendo ainda correspondências em que o barril é igual a 158,987 litros (se for o barril estadunidense) ou a 159,113 litros (se for o barril imperial britânico).. Um barril de petróleo também equivale a 5.614 pés cúbicos de gás natural e 0,22 toneladas de hulha.

## Múltiplos da unidade
O barril é representado por bbl. As empresas petrolíferas listadas publicamente nos Estados Unidos geralmente relatam sua produção usando os múltiplos unitários kbbl ou Mbbl (um quilobarril, mil barris) ou MMbbl (um milhão de barris) e ocasionalmente (para estatísticas abrangentes mais amplas) Gbbl (ou às vezes Gbl) para giga-barril (um bilhão de barris).

## Tipos de barris
Existem vários tipos de barris:
- Barril britânico ou imperial. É igual a:[5]
  - 35 galões britânicos ou imperiais
  - 140 quartos britânicos ou imperiais
  - 280 pintos britânicos ou imperiais
  - 1120 gills britânicos ou imperiais
  - 5600 onças líquidas britânicas ou imperiais
  - 159,11315 litros

- Barril estadunidenses. É igual a:[6]
  - 42 galões estadunidenses
  - 168 quartos estadunidenses
  - 336 pintos estadunidenses
  - 1344 gills estadunidenses
  - 5376 onças líquidas estadunidenses
  - 158,987294928 litros

- Barris de petróleo:[2]
  - Barril de petróleo cru estadunidense: 42 galões estadunidenses; 158,987294928 litros
  - Barril de petróleo cru britânico ou imperial: 35 galões britânicos ou imperiais; 159,11315 litros

## Unidades de energia relacionadas com o barril
- BOE (sigla para Barrel of Oil Equivalent, em português: Barril equivalente de petróleo (BEP)): unidade de medição de consumo de energia. Equivalente a 1,68 x 103 kWh ou 5,8 x 106 BTUs.[7]

- TEP (Tonelada equivalente de petróleo): unidade de medição de consumo de energia. Equivalente a 41,8 x 109 J ou 11,6 x 103 kWh.[8]